# Los falsificadores
Los falsificadores (título original: Die Fälscher) es una película policíaca y de drama-bélico austro-alemana de 2007, dirigida por Stefan Ruzowitzky.
Basada en la Operación Bernhard , un plan secreto de la Alemania nazi durante la Segunda Guerra Mundial para desestabilizar al Reino Unido inundando su economía con billetes de libras falsificados del Banco de Inglaterra . La película se centra en un falsificador judío, Salomon 'Sally' Sorowitsch, que se ve obligado a ayudar en la operación en el campo de concentración de Sachsenhausen.
Después de su lanzamiento, la película recibió críticas positivas y ganó en los Premios Oscar en la categoría de Mejor película de habla no inglesa en representación de Austria.

## Argumento
Se basa en un hecho real y trata de la fabricación de dinero falso en la Alemania Nazi durante la Segunda Guerra Mundial, lo que se llamó Operación Bernhard, un plan secreto ideado por los nazis durante la Segunda Guerra Mundial para desestabilizar la economía del Reino Unido inundando el país con moneda falsificada del Banco de Inglaterra, ello con el objetivo de provocar inflación al devaluar el valor de la moneda. La película se centra en un falsificador judío, Salomon 'Sally' Sorowitsch, que es obligado a trabajar en la operación nazi en el campo de concentración de Sachsenhausen.
Un poco después del final de la Segunda Guerra Mundial, un alemán llega a Montecarlo. Después de alojarse en un hotel caro y pagar con dinero efectivo, se introduce en la gran vida de Montecarlo, juega con suerte en un casino, llamando la atención de una mujer hermosa francesa. Más tarde, ella descubre un número tatuado en su brazo, revelándolo como un superviviente de los campos de concentración nazis.
La película entonces cambia a Berlín en 1936, donde el hombre, Salomon Sorowitsch, es descubierto como un falsificador exitoso de moneda y pasaportes. Atrapado por la policía, es encarcelado, primero en un campo de trabajos forzados, luego en el campo de concentración Mauthausen cerca de Linz. En un esfuerzo por asegurarse la protección y comodidades escasas en el campo, aplica sus habilidades de falsificación al retrato y llama la atención de los guardias, que le encargan que los retrate a ellos y a sus familias.
Los talentos de Sorowitsch atraen la más amplia atención, y es transferido del campo de concentración. Llevado delante del policía que lo detuvo en Berlín, se encuentra reunido con otros prisioneros con talentos artísticos o impresores, y comienza a trabajar en una sección especial del campo de concentración Sachsenhausen dedicada a la falsificación. Los falsificadores son mantenidos en condiciones relativamente humanas, con literas cómodas, ducha, baños y la alimentación adecuada, aunque sean sometidos a la brutalidad e insultos por los guardias de la prisión. Los otros prisioneros tienen un rango que va de gerentes judíos bancarios a agitadores políticos, y mientras unos están contentos de trabajar para los nazis para evitar los campos de exterminación, los otros ven sus esfuerzos como un apoyo a los alemanes en la guerra.
Al principio, el instinto de conservación parece dirigir a Sorowitsch, pero sus motivos para falsificar para los nazis se complican según crece su preocupación por sus compañeros prisioneros. Toma conciencia de su papel en la guerra contra los nazis, y su orgullo profesional de la falsificación del dólar de los Estados Unidos, una moneda que él antes era incapaz de falsificar.
Sorowitsch hace malabares para demostrar el progreso de las demandas a las autoridades nazis, la determinación de sus cofalsificadores de sabotear la operación y su lealtad a sus colegas.
Los prisioneros falsifican satisfactoriamente la libra británica, pero intencionadamente retrasan la falsificación del dólar de los EE. UU. En el fondo, llegan gradualmente las evidencias que prueban que la guerra ha girado decididamente contra los nazis. Un día los guardias del campo anuncian de repente que las máquinas de impresión deben ser desmontadas y transportadas lejos, lo que induce a los falsificadores a temer que a ellos finalmente los matarán. Sin embargo, antes de que algo les pase, los guardias alemanes se escapan del campo antes de que llegue el Ejército Rojo. Los prisioneros, privados de comida de otras partes del campo, armados con armas confiscadas, toman el control e irrumpen en el campo donde los falsificadores habían sido mantenidos en un lujo relativo. Hasta que los insurrectos ven los tatuajes de los prisioneros bien alimentados que imprimían, ellos creían que los prisioneros que imprimían eran oficiales de las SS y les amenazan. Los falsificadores entonces deben explicar lo que hicieron a los prisioneros medio muertos.
La película entonces vuelve a Montecarlo donde Sorowitsch, al parecer disgustado con la vida, ahora se aprovecha de la moneda que falsificó para los nazis e intencionadamente lo juega todo. Sentado solo después en la playa, está junto a la mujer francesa, preocupado después de sus pérdidas aparentemente desastrosas en la mesa. Bailando despacio juntos sobre la playa, ella lo consuela en cuanto a todo el dinero que él ha perdido, al cual él contesta, riendo, que él siempre puede hacer más.

## Reparto

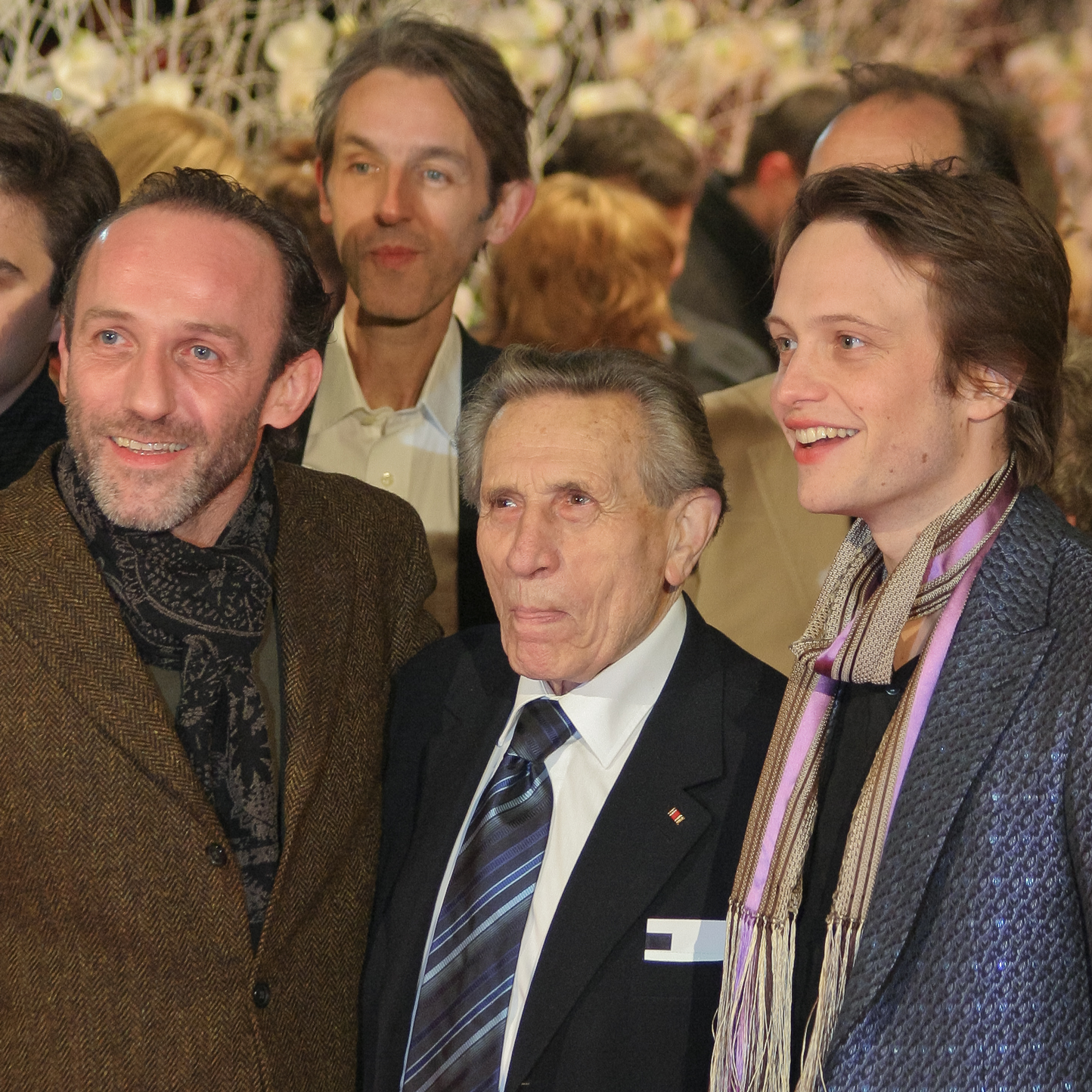
Karl Markovics, Andreas Schmidt, Adolf Burger and August Diehl en la premiere de la película en el Festival de Cine de Berlín (2007).

- Karl Markovics como Salomon Sorowitsch (Salomon Smolianoff)
- August Diehl como Burger (Adolf Burger)
- Devid Striesow como Sturmbannführer Herzog (Bernhard Krüger)
- Veit Stübner como Atze
- Sebastian Urzendowsky como Karloff/Kolya
- August Zirner como Dr Klinger
- Martin Brambach como Hauptscharführer Holst
- Andreas Schmidt como Zilinski
- Tilo Prückner como Hahn
- Lenn Kudrjawizki como Loszek

## Comentarios
La película está basada en una memoria escrita por Adolf Burger, un tipógrafo judío eslovaco que fue encarcelado en 1942 por falsificar certificados bautismales para salvar a judíos de la deportación, y más tarde internado en Sachsenhausen para trabajar en la Operación Bernhard. Ruzowitsky consultó estrechamente con Burger en casi cada etapa de la escritura y producción.

## Premios
- En 2008 ganó el Óscar a la mejor película de habla no inglesa.

## Música
Excepto por la adaptación musical, obra de Marius Ruhland, la banda de sonido consiste en tangos clásicos grabados décadas antes por el intérprete de armónica argentino Víctor Hugo Díaz y grabaciones de ópera de los años 30 y 40.